# Gourde (moneda de Haití)
La gourde (en francés) o goud (en criollo haitiano), o en español como gurda o gurde, es la moneda oficial de la República de Haití. Su código ISO 4217 es HTG, y está dividida en 100 céntimos. Su órgano emisor es el Banco de la República de Haití. Fue introducido solo para la sureña República de Haití (1806-1820) en 1813 —en sustitución del antiguo escalín haitiano que se reselló para el sur hasta 1807 pero circuló hasta escasear, por lo que se creó la nueva moneda— la cual a partir de la reunificación del país pasó a circular en el norte, e inclusive con la ocupación haitiana de Santo Domingo también en la parte oriental de la isla, hasta la independencia de la República Dominicana en 1844.

## Etimología
La palabra francesa «gourde» es un derivado de la palabra española «gordo», término que se refería al peso gordo (o real de a ocho), que era la moneda más habitual en el Caribe colonial, producida desde 1732 hasta 1771, y que fue una moneda de transacción aceptada en las colonias francesas de las Indias Occidentales, a finales del siglo XVIII y principios del XIX, incluyendo el Santo Domingo francés hasta su independencia en 1804.
En español, alternan las grafías adaptadas «gurda» y «gurde», sin embargo, se sigue prefiriendo la palabra francesa por ser de mayor uso.

## Historia
Bajo el régimen colonial francés, el peso gordo existió. Los precios corrientes se expresaron allí desde 1750 en gourdes, gourdins y escalins, y es la moneda española la que domina los intercambios monetarios, en un contexto masivo de acaparamiento; también los medios de cambio siguen siendo el tabaco, el azúcar y las letras de cambio. Circulaba pues allí el real español, y el real de a ocho se troquelaba en su centro como contramarca para evitar falsificaciones, y así, hasta 1815. Bajo el sello de la Primera República francesa, a partir de 1792, se encuentra un intento de huelga, con monedas de plata denominadas escalins; un escalin pesa 24 g de plata, lo que corresponde al módulo de la moneda germinal de cinco francos. Esta paridad libra colonial/franco siguió siendo teórica, incluso cuando el general francés Jean-Baptiste Donatien de Vimeur, conde de Rochambeau emitió un informe en 1803 sobre la cuestión monetaria del Santo Domingo francés.
El primer uso de la gourde como moneda oficial data de 1813. Luego reemplazó a la libra haitiana, a razón de 1 gourde por 8 libras y 5 sous, una libra que equivalía a la libra colonial francesa (según la libra turonense, con mayor poder adquisitivo). Luego se acuñan tres monedas de plata a nombre de la República de Haití, probablemente en una ceca local, algunas con el perfil del segundo presidente haitiano Jean-Pierre Boyer. Bajo la presidencia de Alexandre Pétion, el 8 de mayo de 1813, se decidió la impresión de los primeros billetes, para compensar la falta de efectivo, un total de 300 000 gourdes en denominaciones de 5, 50, 100 y 500, prendados sobre el producto de explotación del país.
Las emisiones monetarias metálicas eran bastante raras en ese momento, pero existían. Se produce una escasez monetaria crónica. Duraría hasta los años 1850-1870. Para contrarrestar esta escasez, el 25 de septiembre de 1826, el presidente Jean-Pierre Boyer lanzó una nueva impresión de billetes a nombre del Tesoro de Haití. En 1841, circulaba en el país un monto de 3,5 millones de gourdes en billetes, cubiertos por 1,5 millones de piastras en plata en poder del Tesoro, situación que demuestra una gran prudencia económica. Haití debe devolver varios millones a Francia cada año, desde el acuerdo de 1826; las anualidades se cumplen regularmente, pero la situación se deteriora el 7 de mayo de 1842, día del terremoto de Cabo Haitiano que provocó un pánico financiero, agravado por la revolución haitiana de 1843. El papel moneda comienza a devaluarse. Además, Boyer no logra durante este período fundar un banco nacional. En 1855, se necesitaban doce gourdes de papel por un dólar (o peso de plata), frente a tres piastras de plata diez años antes. En 1867 se necesitaban treinta y las emisiones de papel ascendían a 130 millones de gourdes. En el momento de la revolución en diciembre de 1869, el volumen de papel alcanzó su punto máximo, es decir, 450 millones.
Entre 1870 y agosto de 1872, se limpió el sistema. Se practicó el canje de billetes, a razón de 1 piastra de plata o dólar por 300 gourdes de papel, y la desmonetización de las antiguas denominaciones. Por lo tanto, la gourde se vuelve a evaluar. A finales de 1873 se destruyen todos los billetes, la operación es un éxito. Aparecen los nuevos billetes, están denominados en piastra (1875), a razón de 1 gourde por 1 piastra, y la emisión está controlada.

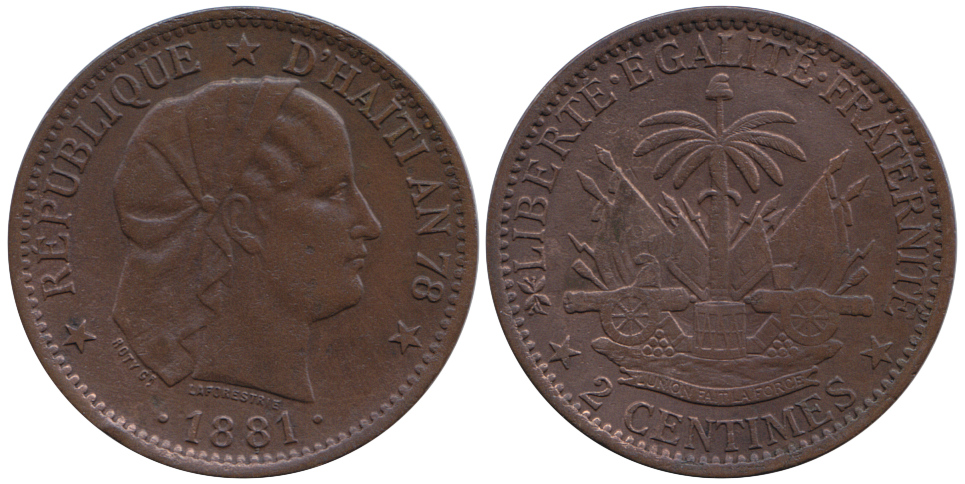
Moneda de 2 céntimos, de bronce. Acuñada en París en 1881.

En 1881, el curso se alineó con el del franco francés a razón de 5 francos por 1 gourde; de hecho, Haití se unió a la Unión Monetaria Latina. Las monedas son acuñadas por la Monnaie de Paris.
La alineación con el franco francés se suspendió en 1912 y la gourde se fijó al dólar estadounidense a razón de 5 gourdes por dólar, lo que constituyó una devaluación. Esta indexación se abandonó en 1989 y ahora el tipo de cambio es flotante. Sin embargo, todavía se usa el término «dólar haitiano» (fr. dollar haïtien) para cinco gourdes. De manera similar, la palabra «centavo» (fr. penny) se usa para la moneda de cinco céntimos y también se usa el término «ardoquin» para cinco céntimos de gourde.
La Constitución de 1987 en su capítulo 1, artículo 6, define la gurda como “la unidad monetaria nacional”.
El dólar estadounidense cotiza al precio de cien gourdes el 1 de junio de 2020; se necesitaba la mitad hace cinco años.

## Billetes
Billetes de la edición del bicentenario de la independencia de Haití (1801), a excepción de los de 20 y 1000 gourdes.
| Imagen | Denominación | Emisión actual | Color    | Anverso                                                                       | Reverso                       |
| ------ | ------------ | -------------- | -------- | ----------------------------------------------------------------------------- | ----------------------------- |
|        | 10 gourdes   | 2004           | Violeta  | Sanité Bélair, revolucionaria y teniente haitiana                             | Fort Cap Rouge                |
|        | 20 gourdes   | 1999           | Naranja  | Toussaint Louverture, militar y revolucionario haitiana                       | Constitución haitiana de 1801 |
|        | 25 gourdes   | 2004           | Naranja  | Nicolas Geffrard                                                              | Forteresse des Platons        |
|        | 50 gourdes   | 2004           | Rosa     | François Cappoix, oficial y revolucionario haitiano                           | Fort Jalousière               |
|        | 100 gourdes  | 2004           | Azul     | Henri Christophe, presidente y rey de Haití                                   | Ciudadela La Ferrière         |
|        | 250 gourdes  | 2004           | Amarillo | Jean-Jacques Dessalines, líder de la Revolución haitiana y emperador de Haití | Fort Decidé                   |
|        | 500 gourdes  | 2004           | Verde    | Alexandre Pétion, primer presidente de Haití                                  | Fort Jacques                  |
|        | 1000 gourdes | 1999           | Violeta  | Florvil Hyppolite, militar y político haitiano, presidente entre 1889 y 1896  | Mercado de Hierro             |

Los billetes de 1, 2 y 5 gourdes aún no han sido retirados de la circulación de forma oficial, por tanto pueden ser usados de forma eventual.[cita requerida]

## Monedas
| Denominación (Q) | Emisión actual | Metal  | Forma      | Diámetro | Borde    | Diseño del anverso                 | Diseño del reverso                  |
| ---------------- | -------------- | ------ | ---------- | -------- | -------- | ---------------------------------- | ----------------------------------- |
| 5 céntimos       | Década de 1970 | Níquel | Circular   |          | Liso     | Escudo nacional y valor facial     | Carlomagno Péralte y año de emisión |
| 10 céntimos      | Década de 1970 | Níquel | Circular   |          | Liso     | Escudo nacional y valor facial     | Dumarsais Estimé y año de emisión   |
| 20 céntimos      | Década de 1970 | Níquel | Circular   |          | Liso     | Escudo nacional y valor facial     | Carlomagno Péralte y año de emisión |
| 50 céntimos      | Década de 1970 | Níquel | Circular   |          | Liso     | Escudo nacional y valor facial     | Carlomagno Péralte y año de emisión |
| 1 gourde         | 1995           | Latón  | Heptagonal |          | Estriado | Citadelle Laferrière, valor facial | Escudo nacional y año de emisión    |
| 5 gourdes        | 1995           | Latón  | Heptagonal |          | Estriado | Héroes nacionales, valor facial    | Escudo nacional y año de emisión    |

Las monedas de 5, 10 y 20 céntimos no mantienen un uso regular y por tanto, aunque pueden ser encontradas, su uso es minoritario.